# Claudius Labib
Claudius Labib (1868–1918) byl egyptský egyptolog. Vydal první arabsko-koptský slovník. Byl šéfredaktorem časopisu On a podílel se na popularizaci egyptologie.